# Bratovo
Bratovo (bulgariska: Братово) är ett distrikt i Bulgarien.   Det ligger i kommunen Obsjtina Tărgovisjte och regionen Tărgovisjte, i den centrala delen av landet, 260 km öster om huvudstaden Sofia.